# Bekaśnik drobny
Bekaśnik drobny(Macroramphosus gracilis) – gatunek ryby z rodziny bekaśnikowatych (Macroramphosidae).

## Występowanie
Ocean Indyjski i Pacyfik od Afryki po Hawaje i Kalifornię, oraz Floryda, Bahamy i Kuba.
Żyje na głębokości 50 – 150 m (max. 500 m), w najróżniejszych siedliskach od toni do dna, często w ławicach. Może trzymać się wód przybrzeżnych. 

## Cechy morfologiczne
23 – 24 kręgi. Na pierwszym łuku skrzelowym 17 – 23 wyrostki filtracyjne. W płetwie grzbietowej 4 – 7 twardych i 10 – 134 miękkich promieni; w płetwie odbytowej 18 – 19 miękkich promieni. W płetwach piersiowych 15 – 17 promieni; w płetwach brzusznych 1 twardy i 4 – 5 miękkich promieni.
Dorasta do 15 cm długości. 

## Rozród
Trze się cały rok. Jajorodny, ikra i larwy unoszą się w planktonie.